# Egg an der Günz
Egg an der Günz là một đô thị ở huyện Unterallgäu bang Bayern, Đức.